# 法学研究
『法学研究』（ほうがくけんきゅう、英: Journal of law, politics, and sociology）は慶應義塾大学法学研究会の紀要。毎月28日発行。

## 概要
- 創刊は1922年2月[1]。
- 論説、資料、判例研究、学位請求論文審査報告等が掲載されている。
- 『慶應法学（”KEIO LAW JOURNAL”）』は、慶應義塾大学大学院法務研究科（法科大学院）の紀要（ロー・レビュー）である。